# Santiago Mele
Santiago Andrés Mele Castañero (Montevideo, 6 de septiembre de 1997) es un futbolista uruguayo que juega como portero en el Club de Fútbol Monterrey de la Primera División de México. Ha sido internacional con la selección absoluta de Uruguay y campeón Sudamericano con la selección sub-20 uruguaya.

## Trayectoria
Comenzó a jugar al fútbol en el baby de Estrella del Sur de Montevideo con 6 años. Realizó las categorías infantiles en el club hasta que en 2008 fue al Club Atlético Peñarol, estuvo hasta 2010 pero debido a que no iba a ser considerado en la sub-14 aurinegra se marchó. Se probó en el Centro Atlético Fénix en 2011, fue aceptado, se integró a Séptima División y consiguió la titularidad de inmediato, realizó su formación juvenil en Fénix.
En el año 2014 fue ascendido al equipo profesional, con 16 años el entrenador Juan Tejera le brindó la oportunidad. Fue el 6 de abril del mismo año cuando tuvo su primera convocatoria oficial para estar a la orden por el campeonato, fue suplente contra Juventud y empataron 1-1.
En la temporada 2014-15 estuvo en el banco de suplentes en 4 oportunidades. Mientras que para la temporada 2015-16, ya fue considerado como el segundo arquero y estuvo a la orden en 19 partidos, aunque sin minutos.
Fue en la fecha 1 del Campeonato Uruguayo 2016 cuando tuvo su primera oportunidad de jugar, debido a que el arquero titular Darío Denis estaba lesionado. El martes 30 de agosto de 2016, Santiago debutó como profesional ante Cerro en el Parque Capurro, tuvo una buena actuación pero mediante un penal fueron derrotados 1 a 0. Jugó su primer partido con 18 años y 359 días, utilizó la camiseta número 25.
El 3 de septiembre, fue titular contra Peñarol por primera vez, en el Campeón del Siglo, pero fueron derrotados 2-0. Debutó en el Estadio Centenario el 17 de septiembre, contra Nacional, mostró un buen rendimiento pero al final del juego mediante un tiro libre, Martín Ligüera venció su portería y perdieron 0-1.
Luego de sus buenas actuaciones en el Sudamericano Sub-20 y en la Copa Mundial de la categoría, fue vendido el 50% de su ficha al Osmanlispor de Turquía en septiembre de 2017, fue cedido al Ankarakugu para que tenga minutos. Estuvo en el banco de suplentes en 2 oportunidades pero no jugó con el primer equipo turco, por lo que volvió a ser cedido. En enero de 2018 arribó a Lleida Esportiu de España, si bien estuvo en el banco de suplentes en 15 ocasiones tampoco tuvo minutos en su nuevo club.
Regresó al Osmanlispor para el segundo semestre de 2018 pero volvió a pasar otro año sin minutos con los profesionales, debido a una negligencia del club.
Fue para la temporada 2019-20 cuando tuvo su oportunidad, en la fecha 1 del campeonato debutó en Europa, el 17 de agosto de 2019 fue titular para enfrentar a Boluspor, recibió un gol al minuto 60 pero ganaron 2-1 en el Estadio Osmanlı. El 1° de julio de 2020, en la fecha 31 del campeonato fue titular pero se convirtió un autogol y se lesionó, por lo que fue reemplazado y no tuvo más participación en las fechas finales. En agosto rescindió contrato y quedó libre, por lo que regresó a Uruguay, con 13 partidos jugados como profesional en el fútbol europeo.
En octubre de 2020 fue fichado por el Club Plaza Colonia de Deportes, para jugar en la Primera División de Uruguay.
Debutó a nivel internacional de clubes el 30 de octubre, fue titular contra Junior de Barranquilla por la Copa Sudamericana 2020 y se lució con varias atajadas pero al final del encuentro fue vencido por Teófilo Gutiérrez y perdieron 0-1. El partido de vuelta lo jugaron en el Estadio Metropolitano Roberto Meléndez, esta vez no recibió goles pero empataron 0-0 y Plaza Colonia quedó eliminado del torneo.
En el plano local, tuvo regularidad y buenas actuaciones, atajó en 20 oportunidades, recibió 23 goles y mantuvo su valla invicta en 8 partidos, Plaza Colonia tuvo un compeonato regular, finalizó en décima posición de la tabla anual.
Para la siguiente temporada mantuvo un buen nivel, en el Torneo Apertura 2021 se destacó, incluso en el mes de julio fue reconocido por la AUF como el mejor jugador del mes y Plaza Colonia se coronó como campeón del Apertura. A fin de año se lesionó y estuvo más de un mes sin jugar, regresó en diciembre para enfrentar a Peñarol en una semifinal por el Campeonato Uruguay pero tras empatar 1-1 en tiempo reglamentario fueron a penales y cayeron por 7-8 en el Estadio Centenario. Durante el 2021 defendió la portería en 23 ocasiones, recibió 17 goles y mantuvo el arco invicto en 12 partidos.
En enero de 2022 fue fichado por Unión de Santa Fe en condición de préstamo, por el entrenador uruguayo Gustavo Munúa.
Tuvo una destacada actuación en la fase de grupos de la Copa Sudamericana 2022, quedaron emparejados con Junior, Oriente Petrolero y Fluminense, en los 5 partidos que atajó recibió solamente un gol. En octavos de final se enfrentaron a Nacional y fueron eliminados por un global 1-4 en contra.
En la primera ronda de la Copa Argentina jugaron contra Sportivo Atlético Club, empataron 1-1 y fueron a penales, instancia en la que Mele detuvo 2 remates y ganaron 5-4. La segunda ronda fue ante Banfield pero perdieron 2-1.
Su primera temporada con el club argentino finalizó con 41 partidos jugados, 49 goles en contra y 12 vallas invictas. En el 2023 mantuvo un buen nivel, lo que le permitió ser reservado por primera vez a la selección absoluta de Uruguay y posteriormente debutar. En junio se despidió de Unión, con 17 partidos disputados en el año, 16 goles recibidos y el arco invicto en 7 encuentros, rescindió contrato con el Tatengue.
El 28 de junio de 2023 fue presentado oficialmente en Junior de Barranquilla, en calidad de cedido por un año con opción a compra, decidió tomar el dorsal número 77.
Tras una temporada regular en el Torneo Finalización, quedaron en sexta posición y clasificaron a los cuadrangulares semifinales, ganaron el grupo y se midieron ante Independiente Medellín en la final, en la ida ganaron 3-2, pero en la vuelta fueron derrotados 2-1, por lo que fueron a penales, Mele contuvo el primer penal y finalmente ganaron la definición por 3-5. Junior se coronó campeón del Torneo Finalización 2023.
El 10 de junio de 2025 fue anunciado un acuerdo de fichaje por Rayados de Monterrey, para incorporarse en el Mundial de Clubes de la FIFA. Al día siguiente fue presentado oficialmente por el club mexicano, firmó contrato hasta 2029.

## Selección nacional

### Juveniles
Santiago ha sido parte de la selección de Uruguay en las categorías sub-18, sub-20 y sub-22.
El 16 de abril de 2015, fue citado por Alejandro Garay para defender a la selección de Uruguay sub-18 en la Suwon JS Cup en Corea del Sur.
En el primer partido, contra el local, no tuvo minutos y fueron derrotados 1 a 0. Debutó con la Celeste el 1 de mayo, utilizó el dorsal número 12, se enfrentó como titular a Francia, recibió un gol de Irvin Cardona pero ganaron 1-2 gracias a dos anotaciones de Valverde. El último partido del cuadrangular fue contra Bélgica, si Uruguay ganaba lograba el título, jugó los primeros 45 minutos pero fueron derrotados 2 a 0 y quedaron en último lugar. Los belgas finalizaron con 5 puntos y ganaron el torneo.
El 17 de junio fue convocado para viajar a Estados Unidos y defender nuevamente a Uruguay sub-18, en un torneo triangular amistoso en Los Ángeles. El primer partido fue contra el anfitrión, Estados Unidos, Uruguay dominó todo el encuentro y ganaron 2 a 1. Luego se enfrentaron a Tijuana sub-20 en un amistoso, un equipo armado y con ventaja de edad, a pesar de eso empataron 1 a 1. El juego final por el triangular, contra República Checa, fue un partido parejo en el que derrotaron 1 a 0 a los europeos y se coronaron campeones del torneo. Santiago no jugó en el torneo, pero fue titular en el amistoso contra Tijuana.
El 1 de octubre fue convocado por Fabián Coito y comenzó el proceso de la selección para disputar el Sudamericano Sub-20 de 2017 en Ecuador.
Jugó contra la selección sub-17 de Rusia el 12 de octubre, en el Estadio Luis Franzini. Fue el arquero titular, utilizó el dorsal número 1 y ganaron por 2 goles a 1 luego de comenzar en desventaja.
En la primera convocatoria del año, que se realizó el 2 de marzo de 2016, fue considerado por Coito para entrenar con la sub-20, junto a su compañero de club Roberto Fernández.
El 17 de marzo, fue llamado para jugar dos partidos amistosos internacionales en Asunción.
Jugó el primer partido amistoso del año el 22 de marzo contra Paraguay, estuvo bajo el arco los 90 minutos, pero fueron derrotados 4 a 3.
El 12 de diciembre de 2016, fue convocado por Fabián Coito para entrenar en el complejo AUF, junto a otros 27 futbolistas. Fue confirmado en la lista definitiva el 29 de diciembre, para jugar el Campeonato Sudamericano Sub-20.
Santiago fue el arquero titular, tras 9 partidos jugados se coronaron campeones del torneo.
El 25 de abril fue confirmado en el plantel definitivo para viajar a Corea del Sur y jugar la Copa Mundial Sub-20.

### Absoluta
El 28 de marzo de 2023 debutó en el combinado principal de Uruguay en un partido ante Corea del Sur en Seúl, ganaron 1-2 y Mele estuvo en cancha los 90 minutos.
El 2 de junio fue convocado por el nuevo entrenador Marcelo Bielsa, en su primera lista de jugadores, para ser parte de 2 partidos amistosos. El 20 de junio volvió a tener minutos en el arco de Uruguay, ingresó en el segundo tiempo por Sergio Rochet y vencieron a Cuba 2-0.

### Participaciones en Copas América
| Torneo            | Sede           | Resultado    | Partidos | GC |
| ----------------- | -------------- | ------------ | -------- | -- |
| Copa América 2024 | Estados Unidos | Tercer lugar | 0        | 0  |

### Participaciones en Sudamericanos
| Sudamericano                | Sede    | Resultado |
| --------------------------- | ------- | --------- |
| Sudamericano Sub-20 de 2017 | Ecuador | Campeón   |

### Participaciones en Copas del Mundo
| Copa Mundial                | Sede          | Resultado     |
| --------------------------- | ------------- | ------------- |
| Copa Mundial Sub-20 de 2017 | Corea del Sur | Cuarto puesto |

### Participaciones en Juegos Panamericanos
| Juegos Panamericanos         | Sede | Resultado     |
| ---------------------------- | ---- | ------------- |
| Juegos Panamericanos de 2019 | Perú | Cuarto puesto |

### Detalles de partidos
| 1 | Francia | 1:2 (0:0) | 1 de mayo de 2015   | Suwon Corea del Sur   | Amistoso Suwon JS Cup | 64' Irvin Cardona | 1 |
| 2 | Bélgica | 2:0 (0:0) | 3 de mayo de 2015   | Suwon Corea del Sur   | Amistoso Suwon JS Cup | 43' Marco Weymans | 2 |
| 3 | Tijuana | 1:1 (0:1) | 13 de julio de 2015 | Carson Estados Unidos | Amistoso              | 25' Luis Chávez   | 3 |

| 1  | Rusia          | 2:1 (0:0)                   | 12 de octubre de 2015 | Montevideo · Uruguay   | Amistoso                                     | -                                                                          | 1  |
| 2  | Paraguay       | 4:3 (2:2)                   | 22 de marzo de 2016   | Luque Paraguay         | Amistoso                                     | 18', 63' Sergio Díaz · 35' Pedro Báez · 62' Jesús Medina                   | 2  |
| 3  | Chile          | 3:0 (1:0)                   | 31 de mayo de 2016    | Montevideo · Uruguay   | Amistoso                                     | -                                                                          | 3  |
| 4  | Venezuela      | 3:1 (2:1)                   | 5 de octubre de 2016  | Montevideo · Uruguay   | Amistoso                                     | 14' Yangel Herrera                                                         | 4  |
| 5  | Chile          | 2:2 (1:1)                   | 12 de octubre de 2016 | Talca · Chile          | Amistoso Copa Ciudad de la Independencia     | 12' Richard Paredes · 90' Jimmy Martínez                                   | 5  |
| 6  | Brasil         | 2:1 (1:0)                   | 14 de octubre de 2016 | Talca · Chile          | Amistoso Copa Ciudad de la Independencia     | 30' Felipe Vizeu · 50' Giovanny                                            | 6  |
| 7  | Ecuador        | 2:0 (0:0)                   | 16 de octubre de 2016 | Talca · Chile          | Amistoso Copa Ciudad de la Independencia     | -                                                                          | 7  |
| 8  | Venezuela      | 0:0                         | 19 de enero de 2017   | Ibarra · Ecuador       | Campeonato Sudamericano 2017 Fase de grupos  | -                                                                          | 8  |
| 9  | Argentina      | 3:3 (1:2)                   | 21 de enero de 2017   | Ibarra · Ecuador       | Campeonato Sudamericano 2017 Fase de grupos  | 24', 74' Marcelo Torres · 90+1' (a.g.) Agustín Rogel                       | 9  |
| 10 | Perú           | 2:0 (1:0)                   | 25 de enero de 2017   | Ibarra · Ecuador       | Campeonato Sudamericano 2017 Fase de grupos  | -                                                                          | 10 |
| 11 | Bolivia        | 3:0 (2:0)                   | 27 de enero de 2017   | Ibarra · Ecuador       | Campeonato Sudamericano 2017 Fase de grupos  | -                                                                          | 11 |
| 12 | Argentina      | 3:0 (2:0)                   | 30 de enero de 2017   | Quito · Ecuador        | Campeonato Sudamericano 2017 Hexagonal final | -                                                                          | 12 |
| 13 | Brasil         | 2:1 (0:1)                   | 2 de febrero de 2017  | Quito · Ecuador        | Campeonato Sudamericano 2017 Hexagonal final | 23' Guilherme Arana                                                        | 13 |
| 14 | Colombia       | 3:0 (1:0)                   | 5 de febrero de 2017  | Quito · Ecuador        | Campeonato Sudamericano 2017 Hexagonal final | -                                                                          | 14 |
| 15 | Venezuela      | 0:3 (0:0)                   | 8 de febrero de 2017  | Quito · Ecuador        | Campeonato Sudamericano 2017 Hexagonal final | 68' Josua Mejías · 71' (pen.) Yeferson Soteldo · 76' (pen.) Ronaldo Chacón | 15 |
| 16 | Ecuador        | 1:2 (0:2)                   | 11 de febrero de 2017 | Quito · Ecuador        | Campeonato Sudamericano 2017 Hexagonal final | 66' Hernán Lino                                                            | 16 |
| 17 | Argentina      | 0:1 (0:0)                   | 22 de marzo de 2017   | Montevideo · Uruguay   | Amistoso                                     | 86' Tomás Belmonte                                                         | 17 |
| 18 | Argentina      | 2:1 (2:1)                   | 12 de abril de 2017   | Buenos Aires Argentina | Amistoso                                     | 36', 44' Marcelo Torres                                                    | 18 |
| 19 | China          | 1:3 (0:1)                   | 9 de mayo de 2017     | Xi'an China            | Amistoso                                     | -                                                                          | 19 |
| 20 | Corea del Sur  | 2:0 (1:0)                   | 11 de mayo de 2017    | Cheongju Corea del Sur | Amistoso                                     | 39' Lee Seung Woo · 90+3' Jihun Kang                                       | 20 |
| 21 | Arabia Saudita | 0:2 (0:1)                   | 14 de mayo de 2017    | Goyang Corea del Sur   | Amistoso                                     | -                                                                          | 21 |
| 22 | Italia         | 0:1 (0:0)                   | 21 de mayo de 2017    | Suwon Corea del Sur    | Copa Mundial 2017 Fase de grupos             | -                                                                          | 22 |
| 23 | Japón          | 2:0 (1:0)                   | 24 de mayo de 2017    | Suwon Corea del Sur    | Copa Mundial 2017 Fase de grupos             | -                                                                          | 23 |
| 24 | Sudáfrica      | 0:0                         | 27 de mayo de 2017    | Suwon Corea del Sur    | Copa Mundial 2017 Fase de grupos             | -                                                                          | 24 |
| 25 | Arabia Saudita | 1:0 (0:0)                   | 31 de mayo de 2017    | Incheon Corea del Sur  | Copa Mundial 2017 Octavos de final           | -                                                                          | 25 |
| 26 | Portugal       | 2:2 (2:1)(t. s.) (4:5 pen.) | 4 de junio de 2017    | Daejeon Corea del Sur  | Copa Mundial 2017 Cuartos de final           | 1' Xande Silva · 41' Diogo Gonçalvez                                       | 26 |
| 27 | Venezuela      | 1:1 (0:0)(t. s.) (3:4 pen.) | 8 de junio de 2017    | Daejeon Corea del Sur  | Copa Mundial 2017 Semifinal                  | 90+1' Samuel Sosa                                                          | 27 |
| 28 | Italia         | 0:0 (1:4 pen.)              | 11 de junio de 2017   | Suwon Corea del Sur    | Copa Mundial 2017 Tercer puesto              | -                                                                          | 28 |

| 1 | Corea del Sur | 1:2 (0:1) | 28 de marzo de 2023   | Seúl Corea del Sur      | Amistoso                                                         | 51' Hwang In-beom                      |  |
| 2 | Cuba          | 2:0 (1:0) | 20 de junio de 2023   | Montevideo · Uruguay    | Amistoso                                                         |                                        |  |
| 3 | Colombia      | 2:2 (1:0) | 12 de octubre de 2023 | Barranquilla · Colombia | Clasificación de Conmebol para la Copa Mundial de Fútbol de 2026 | 35' James Rodríguez · 52' Mateus Uribe |  |

## Estadísticas

### Clubes
Actualizado al último partido disputado el 11 de agosto de 2025.
| Club                              | Div.          | Temporada     | Liga  | Liga     | Liga    | Copas nacionales | Copas nacionales | Copas nacionales | Copas internacionales | Copas internacionales | Copas internacionales | Total | Total    | Total   |
| Club                              | Div.          | Temporada     | Part. | Goles r. | V. inv. | Part.            | Goles r.         | V. inv.          | Part.                 | Goles r.              | V. inv.               | Part. | Goles r. | V. inv. |
| --------------------------------- | ------------- | ------------- | ----- | -------- | ------- | ---------------- | ---------------- | ---------------- | --------------------- | --------------------- | --------------------- | ----- | -------- | ------- |
| C. A. Fénix · Uruguay             | 1.ª           | 2013-14       | 0     | 0        | 0       | —                | —                | —                | —                     | —                     | —                     | 0     | 0        | 0       |
| C. A. Fénix · Uruguay             | 1.ª           | 2014-15       | 0     | 0        | 0       | —                | —                | —                | —                     | —                     | —                     | 0     | 0        | 0       |
| C. A. Fénix · Uruguay             | 1.ª           | 2015-16       | 0     | 0        | 0       | —                | —                | —                | —                     | —                     | —                     | 0     | 0        | 0       |
| C. A. Fénix · Uruguay             | 1.ª           | 2016          | 6     | 7        | 1       | —                | —                | —                | 0                     | 0                     | 0                     | 6     | 7        | 1       |
| C. A. Fénix · Uruguay             | 1.ª           | 2017          | 0     | 0        | 0       | —                | —                | —                | —                     | —                     | —                     | 0     | 0        | 0       |
| C. A. Fénix · Uruguay             | Total club    | Total club    | 6     | 7        | 1       | 0                | 0                | 0                | 0                     | 0                     | 0                     | 6     | 7        | 1       |
| M. K. E. Ankaragücü Turquía       | 2.ª           | 2017-18       | 0     | 0        | 0       | 0                | 0                | 0                | —                     | —                     | —                     | 0     | 0        | 0       |
| M. K. E. Ankaragücü Turquía       | Total club    | Total club    | 0     | 0        | 0       | 0                | 0                | 0                | 0                     | 0                     | 0                     | 0     | 0        | 0       |
| C. Lleida Esportiu · España       | 2.ª B         | 2017-18       | 0     | 0        | 0       | -                | -                | -                | —                     | —                     | —                     | 0     | 0        | 0       |
| C. Lleida Esportiu · España       | Total club    | Total club    | 0     | 0        | 0       | 0                | 0                | 0                | 0                     | 0                     | 0                     | 0     | 0        | 0       |
| Ankaraspor F. K. Turquía          | 2.ª           | 2018-19       | 0     | 0        | 0       | -                | -                | -                | —                     | —                     | —                     | 0     | 0        | 0       |
| Ankaraspor F. K. Turquía          | 2.ª           | 2019-20       | 13    | 19       | 1       | -                | -                | -                | —                     | —                     | —                     | 13    | 19       | 1       |
| Ankaraspor F. K. Turquía          | Total club    | Total club    | 13    | 19       | 1       | 0                | 0                | 0                | 0                     | 0                     | 0                     | 13    | 19       | 1       |
| C. Plaza Colonia de D. · Uruguay  | 1.ª           | 2020          | 20    | 23       | 8       | —                | —                | —                | 2                     | 1                     | 1                     | 22    | 24       | 9       |
| C. Plaza Colonia de D. · Uruguay  | 1.ª           | 2021          | 23    | 17       | 12      | —                | —                | —                | —                     | —                     | —                     | 23    | 17       | 12      |
| C. Plaza Colonia de D. · Uruguay  | Total club    | Total club    | 43    | 40       | 20      | 0                | 0                | 0                | 2                     | 1                     | 1                     | 45    | 41       | 21      |
| C. A. Unión de Santa Fe Argentina | 1.ª           | 2022          | 22    | 28       | 6       | 12               | 14               | 3                | 7                     | 5                     | 4                     | 41    | 47       | 13      |
| C. A. Unión de Santa Fe Argentina | 1.ª           | 2023          | 16    | 15       | 7       | 1                | 1                | 0                | -                     | -                     | -                     | 17    | 16       | 7       |
| C. A. Unión de Santa Fe Argentina | Total club    | Total club    | 38    | 43       | 13      | 13               | 15               | 3                | 7                     | 5                     | 4                     | 58    | 63       | 20      |
| C. D. P. Junior F. C. · Colombia  | 1.ª           | 2023          | 20    | 20       | 7       | 2                | 5                | 0                | -                     | -                     | -                     | 22    | 25       | 7       |
| C. D. P. Junior F. C. · Colombia  | 1.ª           | 2024          | 38    | 42       | 14      | 3                | 2                | 2                | 8                     | 7                     | 2                     | 49    | 51       | 18      |
| C. D. P. Junior F. C. · Colombia  | 1.ª           | 2025          | 18    | 14       | 9       | -                | -                | -                | 1                     | 2                     | 0                     | 19    | 16       | 9       |
| C. D. P. Junior F. C. · Colombia  | Total club    | Total club    | 76    | 76       | 30      | 5                | 7                | 2                | 9                     | 9                     | 2                     | 90    | 92       | 34      |
| C. F. Monterrey · México          | 1.ª           | 2024-25       | -     | -        | -       | —                | —                | —                | 0                     | 0                     | 0                     | 0     | 0        | 0       |
| C. F. Monterrey · México          | 1.ª           | 2025-26       | 4     | 5        | 1       | —                | —                | —                | -                     | -                     | -                     | 4     | 5        | 1       |
| C. F. Monterrey · México          | Total club    | Total club    | 4     | 5        | 1       | 0                | 0                | 0                | 0                     | 0                     | 0                     | 4     | 5        | 1       |
| Total carrera                     | Total carrera | Total carrera | 180   | 190      | 66      | 18               | 22               | 5                | 18                    | 15                    | 7                     | 216   | 227      | 78      |
| 1. 2.                             |               |               |       |          |         |                  |                  |                  |                       |                       |                       |       |          |         |

### Selección
Actualizado al último partido disputado el 10 de junio de 2025.
| Sub-18 · Uruguay   |                   |    |    |   |   |   |    |    |    |    |    |    |    |
| 2015               | -                 | -  | -  | - | - | - | 3  | 3  | 0  | 3  | 3  | 0  |    |
| Total sel.         | 0                 | 0  | 0  | 0 | 0 | 0 | 3  | 3  | 0  | 3  | 3  | 0  |    |
| Sub-20 · Uruguay   |                   |    |    |   |   |   |    |    |    |    |    |    |    |
| 2015               | -                 | -  | -  | - | - | - | 1  | 0  | 1  | 1  | 0  | 1  |    |
| 2016               | -                 | -  | -  | - | - | - | 6  | 9  | 3  | 6  | 9  | 3  |    |
| 2017               | 9                 | 8  | 5  | 7 | 3 | 5 | 5  | 5  | 2  | 21 | 16 | 12 |    |
| Total sel.         | 9                 | 8  | 5  | 7 | 3 | 5 | 12 | 14 | 6  | 28 | 25 | 16 |    |
| Sub-22 · Uruguay   |                   |    |    |   |   |   |    |    |    |    |    |    |    |
| 2019               | 4                 | 4  | 2  | - | - | - | 0  | 0  | 0  | 4  | 4  | 2  |    |
| Total sel.         | 4                 | 4  | 2  | 0 | 0 | 0 | 0  | 0  | 0  | 4  | 4  | 2  |    |
| Absoluta · Uruguay |                   |    |    |   |   |   |    |    |    |    |    |    |    |
| 2023               | 1                 | 2  | 0  | - | - | - | 2  | 1  | 1  | 3  | 3  | 1  |    |
| 2024               | -                 | -  | -  | - | - | - | 1  | 2  | 0  | 1  | 2  | 0  |    |
| 2025               | 2                 | 2  | 1  | - | - | - | -  | -  | -  | 2  | 2  | 1  |    |
| Total sel.         | 3                 | 4  | 1  | 0 | 0 | 0 | 3  | 3  | 1  | 6  | 7  | 2  |    |
| Total selecciones  | Total selecciones | 16 | 16 | 8 | 7 | 3 | 5  | 18 | 20 | 7  | 41 | 39 | 20 |
| 1. 2.              |                   |    |    |   |   |   |    |    |    |    |    |    |    |

## Palmarés

### Títulos internacionales
| Título                         | Equipo               | País    | Año  |
| ------------------------------ | -------------------- | ------- | ---- |
| Campeonato Sudamericano Sub-20 | Selección de Uruguay | Ecuador | 2017 |

### Títulos nacionales
| Título              | Club                   | País     | Año  |
| ------------------- | ---------------------- | -------- | ---- |
| Torneo Apertura     | C. Plaza Colonia de D. | Uruguay  | 2021 |
| Torneo Finalización | Junior                 | Colombia | 2023 |

### Distinciones individuales
| Distinción                                           | Año  |
| ---------------------------------------------------- | ---- |
| Premios AUF - Equipo ideal del mes (junio)           | 2021 |
| Premios AUF - Jugador del mes (julio)                | 2021 |
| Premios AUF - Equipo ideal del mes (julio)           | 2021 |
| Premios AUF - Equipo ideal del año - 2° mejor golero | 2021 |
| Once ideal del Torneo Finalización                   | 2023 |
| Mejor portero del Torneo Finalización                | 2023 |